# Метрополітен Валенсії (Венесуела)
Метрополітен Валенсії (ісп. Metro de Valencia) — система ліній метрополітену в Валенсія, Венесуела.